# Casabianca (Q183)
El Casabianca (Q.183) fue un submarino de la clase Le Redoutable perteneciente a la Armada Francesa, que recibía su nombre en recuerdo de Luc-Julien-Joseph Casabianca nacido en Vescovato (Córcega), héroe de la batalla de Abukir. Llegó a ser famoso por su espectacular escape de Toulon en noviembre de 1942 cuando fuerzas alemanas trataron de apoderarse -dentro del marco de la Operación Lila - de la flota francesa como parte, la ocupación de la Francia de Vichy ( Operación Anton ). Tras escapar el submarino y su tripulación lucharon en el bando aliado. 

## Falsa guerra, la Francia de Vichy y escape de Tolon
Durante los primeros momentos de guerra, patrulló el Mar del Norte al largo de las costas noruegas
Tras la caída de Francia y el consiguiente armisticio es desarmado, despojado de su sistema de inmersión y de su radio en 1941. 
Su nuevo comandante, capitán de corbeta, Jean L'Herminier, lideró la restauración ilegal de su potencial de fuego y cargo a bordo 85 m³ de combustible a escondidas de la comisión germano-italiana de control.
El 27 de noviembre de 1942, las SS marcharon sobre la base naval de Tolon para verificar el desguace de la flota francesa. Como otros buques que debían ser desguazados por sus tripulaciones, el Casabianca zarpó bajo el fuego alemán. Puso rumbo a Argelia y cuando se encontraba en superficie frente a buques de patrulla británicos, les realizó señales acerca de su estatus e intenciones. Otros dos submarinos, el Marsouin  y el Glorieux , arribaron a los pocos días.

## Misiones para los servicios secretos
Desde diciembre de 1942 hasta 1944, el Casabianca desembarcó en Córcega y La Provenza elementos de inteligencia, rádios, municiones, y armas para la resistencia. Su furtividad, le hizo ganarse el apelativo de "Submarino fantasma" por parte de las tropas alemanas.
En su última misión, desembarcó 109 hombres de tropas de élite (batallón de choque "Gambiez") en una playa solitaria cerca de la villa de Piana en el noroeste de la isla. En total en este viaje llevaba 170 hombres, lo cual fue considerado un récord en un buque de su tonelaje. En este lugar, existe un monumento conmemorativo.

## Final de la Guerra
Tras la liberación de Córcega, el Casabianca fue usado en patrullas de rutina. En mayo de 1944, fue impactado accidentalmente por fuego amigo de un avión británico y fue enviado a Filadelfia para reparaciones de donde salió en marzo de 1945. 

## Participación activa
Durante su carrera, el Casabianca participó en los siguientes hechos :
- 1 buque de guerra hundido por torpedo
- 1 buque de guerra hundido por cañón
- 1 mercante impactado por torpedo
- 7 misiones secretas
- Liberación de Corcega

## Trivialidades
- El submarino nuclear Casabianca recibe su nombre en recuerdo de este
- desde 2004 2004, la vela del Casabianca está en Bastia cerca del puerto .
- Una película de 1951 :